# Репликация по типу катящегося кольца

Репликация по типу катящегося кольца приводит к образованию множества копий исходной кольцевой молекулы нуклеиновой кислоты.

Репликация по типу катящегося кольца (раскручивающегося рулона) (англ. Rolling circle replication) — процесс однонаправленной репликации нуклеиновой кислоты, в ходе которого быстро синтезируются множественные копии кольцевых молекул ДНК или РНК, например, плазмид, геномов бактериофагов и кольцевых РНК вироидов. Некоторые вирусы эукариот также подвергают свой геном репликации по такому механизму.

## Репликация кольцевой ДНК

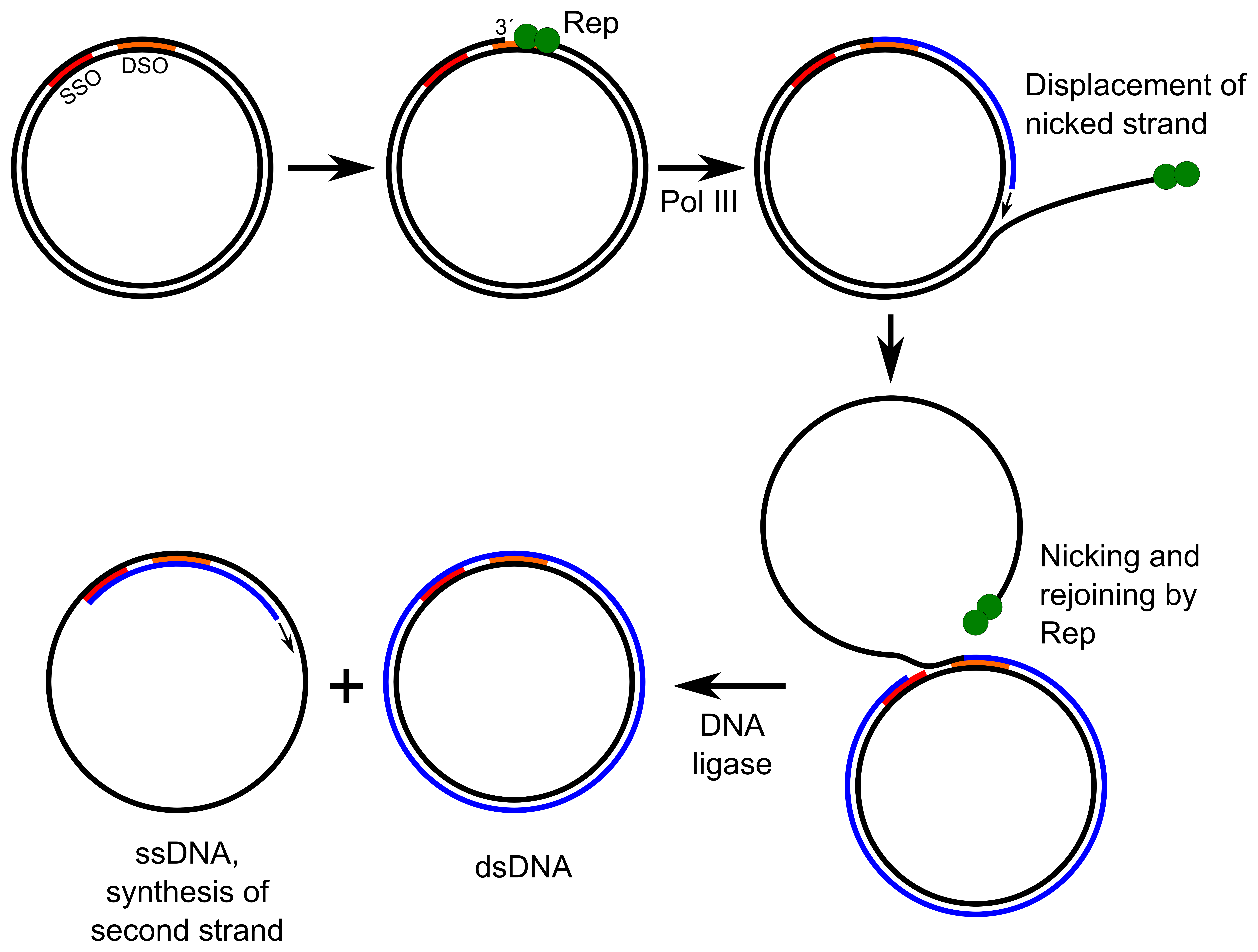
Схема репликации по типу катящегося кольца

Репликация ДНК по типу катящегося кольца инициируется специальным белком-ферментом, кодируемым ДНК плазмиды или бактериофага, который разрывает одну из цепей двунитевой кольцевой молекулы в сайте DSO (англ. double-strand origin). Инициаторный белок связывается с 5'-фосфатным концом разорванной цепи, а свободная 3'-OH группа служит праймером для синтеза ДНК ДНК-полимеразой III. Используя неразорванную цепь как шаблон, репликации подвергается вся кольцевая молекула ДНК, замещая разорванную цепь, представляющую одноцепочечную ДНК. Замещение разорванной цепи осуществляется кодируемой реципиентом хеликазой PcrA в присутствии кодируемого плазмидой фактора инициации репликации.
Продолжительный синтез ДНК приводит к образованию множества одноцепочечных линейных копий исходной ДНК в виде продолжительных последовательностей ДНК, называемых конкатемерами. Линейные копии могут перейти в двуцепочечную кольцевую молекулу посредством следующего процесса.
Сначала инициаторный белок производит другой разрыв, терминируя тем самым синтез другой (лидирующей) цепи. Затем РНК-полимераза и ДНК-полимераза III реплицируют одноцепочечную SSO-ДНК (англ. single-stranded origin), формируя новое двуцепочечное кольцо. После этого ДНК-полимераза I заменяет праймер на ДНК, а ДНК-лигаза сшивает концы, образуя тем самым окончательную двуцепочечную ДНК.
Репликация по типу катящегося кольца нашла широкое применение как в академических исследованиях, так и в биотехнологии, и этот механизм был успешно использован для амплификации ДНК из очень небольших количеств ДНК исходного образца.

## Вирусология
Некоторые вирусы реплицируют свою ДНК в хозяйской клетке посредством репликации по типу катящегося кольца. Например, вирус герпеса человека 6 типа (HHV-6) экспрессирует серию «ранних генов», которые, как полагают, вовлечены в этот процесс. Образующиеся в ходе такой репликации длинные конкатемеры разделяются рибозимами между регионами pac-1 и pac-2 HHV-6 в процессе формирования отдельных вирионов.